# Rugby-League-Weltmeisterschaft 2008/Gruppe B
Die Gruppe B der Rugby-League-Weltmeisterschaft 2008 umfasste Fidschi, Frankreich und Schottland. Die Gruppenspiele fanden zwischen dem 26. Oktober und dem 5. November statt.

## Tabelle
|    | Land       | Spiele | Siege | Unent. | Ndlg. | Spiel- punkte | Diff. | Tabellen- punkte |
| -- | ---------- | ------ | ----- | ------ | ----- | ------------- | ----- | ---------------- |
| 1. | Fidschi    | 2      | 1     | 0      | 1     | 58:24         | + 34  | 2                |
| 2. | Schottland | 2      | 1     | 0      | 1     | 36:50         | - 16  | 2                |
| 3. | Frankreich | 2      | 1     | 0      | 1     | 42:60         | - 18  | 2                |

## Spiele

### Frankreich – Schottland
| 26. Oktober 17:25 | Schottland                                                                        | 18 : 36        | Frankreich | Canberra Stadium, Canberra Zuschauer: 9.287 Schiedsrichter: Leon Williamson |
| 26. Oktober 17:25 | Versuche: Steel 20. erh. Wilkes 46. erh. Colton 62. erh. Erhöhungen: Brough (3/3) | (6:18) Bericht | Versuche: Taylor 16. erh. Guisset 28. erh., 75. erh. Wilson 33. erh. Raguin 54. erh. Moly 80. erh. Erhöhungen: Bosc (6/6) | Canberra Stadium, Canberra Zuschauer: 9.287 Schiedsrichter: Leon Williamson |

| 1                  | Michael Robertson   |
| 2                  | Dean Colton         |
| 3                  | Gavin Cowan         |
| 4                  | Kevin Henderson     |
| 5                  | Jon Steel           |
| 6                  | John Duffy          |
| 7                  | Danny Brough        |
| 8                  | Scott Logan         |
| 9                  | Ian Henderson       |
| 10                 | Paul Jackson        |
| 11                 | Duncan MacGillivray |
| 12                 | Iain Morrison       |
| 13                 | Lee Paterson        |
| Auswechselspieler: |                     |
| 14                 | Andrew Henderson    |
| 15                 | Oliver Wilkes       |
| 16                 | Chris Armit         |
| 17                 | Mick Nanyn          |

| 1                  | Jared Taylor     |
| 2                  | Justin Murphy    |
| 3                  | John Wilson      |
| 4                  | Sébastien Raguin |
| 5                  | Teddy Sadaoui    |
| 6                  | Thomas Bosc      |
| 7                  | Maxime Grésèque  |
| 8                  | Adel Fellous     |
| 9                  | Julien Rinaldi   |
| 10                 | Olivier Elima    |
| 11                 | Jérôme Guisset   |
| 12                 | Éric Anselme     |
| 13                 | Grégory Mounis   |
| Auswechselspieler: |                  |
| 14                 | James Wynne      |
| 15                 | Rémi Casty       |
| 16                 | Jamal Fakir      |
| 17                 | Christophe Moly  |

### Fidschi – Frankreich
| 1. November 17:25 | Fidschi                                                                  | 42 : 6         | Frankreich                              | Wollongong Showground, Wollongong Zuschauer: 9.213 Schiedsrichter: Ashley Klein |
| 1. November 17:25 | Versuche: Uate (3), Hayne (2), Divavesi, Tora Erhöhungen: Naiqama (7/10) | (18:6) Bericht | Versuche: Wilson Erhöhungen: Bosc (1/1) | Wollongong Showground, Wollongong Zuschauer: 9.213 Schiedsrichter: Ashley Klein |

| 1                  | Jarryd Hayne          |
| 2                  | Semi Tadulala         |
| 3                  | Wes Naiqama           |
| 4                  | Daryl Millard         |
| 5                  | Akuila Uate           |
| 6                  | Alipate Noilea        |
| 7                  | Aaron Groom           |
| 8                  | Iowane Divavesi       |
| 9                  | Waisale Sukanaveita   |
| 10                 | Ilisoni Vonomateiratu |
| 11                 | Ashton Sims           |
| 18                 | Sevanaia Koroi        |
| 13                 | Jayson Bukuya         |
| Auswechselspieler: |                       |
| 12                 | Osea Sadrau           |
| 14                 | James Storer          |
| 15                 | Nick Bradley-Qalilawa |
| 17                 | Semsi Tora            |

| 1                  | Jared Taylor           |
| 2                  | Justin Murphy          |
| 3                  | John Wilson            |
| 4                  | Sébastien Raguin       |
| 5                  | Dimitri Pelo           |
| 6                  | Thomas Bosc            |
| 7                  | Christophe Moly        |
| 8                  | Jean-Christophe Borlin |
| 9                  | James Wynne            |
| 10                 | Olivier Elima          |
| 11                 | Jérôme Guisset         |
| 12                 | Teddy Sadaoui          |
| 13                 | Grégory Mounis         |
| Auswechselspieler: |                        |
| 14                 | Laurent Carrasco       |
| 15                 | Rémi Casty             |
| 16                 | Jamal Fakir            |
| 17                 | Maxime Grésèque        |

### Schottland – Fidschi
| 5. November 19:55 | Schottland                                                  | 18 : 16        | Fidschi                                                  | Central Coast Stadium, Gosford Zuschauer: 9.720 Schiedsrichter: Leon Williamson |
| 5. November 19:55 | Versuche: Robertson, Steel, Wilkes Erhöhungen: Brough (3/3) | (12:4) Bericht | Versuche: Tadulala (2), Bukuya Erhöhungen: Naiqama (2/3) | Central Coast Stadium, Gosford Zuschauer: 9.720 Schiedsrichter: Leon Williamson |

| 1                  | Michael Robertson |
| 2                  | Wade Liddell      |
| 3                  | Mick Nanyn        |
| 4                  | Kevin Henderson   |
| 5                  | Jon Steel         |
| 6                  | John Duffy        |
| 7                  | Danny Brough      |
| 8                  | Oliver Wilkes     |
| 9                  | Ben Fisher        |
| 10                 | Scott Logan       |
| 11                 | Iain Morrison     |
| 12                 | Chris Armit       |
| 13                 | Ian Henderson     |
| Auswechselspieler: |                   |
| 14                 | Andrew Henderson  |
| 15                 | Gareth Morton     |
| 16                 | Paul Jackson      |
| 17                 | Neil Lowe         |

| 1                  | Jarryd Hayne          |
| 2                  | Semi Tadulala         |
| 3                  | Wes Naiqama           |
| 18                 | Sevanaia Koroi        |
| 5                  | Akuila Uate           |
| 15                 | Nick Bradley-Qalilawa |
| 7                  | Aaron Groom           |
| 8                  | Iowane Divavesi       |
| 9                  | Waisale Sukanaveita   |
| 10                 | Ilisoni Vonomateiratu |
| 11                 | Ashton Sims           |
| 17                 | Semsi Tora            |
| 13                 | Jayson Bukuya         |
| Auswechselspieler: |                       |
| 12                 | Osea Sadrau           |
| 19                 | Jone Wesele           |
| 20                 | Jone Macilai          |
| 22                 | Kaliova Nauqe Tani    |